# Horse Cave
Horse Cave – miasto w Stanach Zjednoczonych, w stanie Kentucky, w hrabstwie Hart.